# Sassenburg
Sassenburg er en kommune i Landkreis Gifhorn i den tyske delstat Niedersachsen. Den ligger omkring 7 km norøst for Gifhorn, og 15 km nordvest for Wolfsburg. Kommunens administration ligger i landsbyen Westerbeck.

## Geografi
Kommunen ligger øst for Gifhorn i overgangsområdet mellem Harzen og Lüneburger Heide og nordvest for Wolfsburg. Den bliver i den sydlige del gennemløbet fra øst mod vest af floden Aller. Kommunen har et areal på 8.840 ha, hvoraf 17 % er bebyggelser og trafikanlæg.

### Nabokommuner
Nabokommuner er (med uret fra nord): Wahrenholz, Ehra-Lessien, Barwedel, Jembke, Bokensdorf, Osloß, Calberlah, Isenbüttel og Gifhorn.
De nærmeste større byer er Wolfsburg og Braunschweig.

### Inddeling
Kommunen omfatter byerne og landsbyerne Dannenbüttel, Grußendorf, Neudorf-Platendorf, Stüde, Triangel og Westerbeck.